# 小行星5370
小行星5370（英語：5370 Taranis）是一颗围绕太阳公转的小行星。1986年9月2日，A. Maury在帕洛马山发现了此天体。
这颗小行星的绝对星等为161.2139011987213等。小行星5370以凱爾特神話的雷神塔拉尼斯命名。